# 마르두크
마르두크(Marduk, /ˈmɑːrdʊk/; 쐐기 문자: 𒀭𒀫𒌓 ᵈAMAR.UTU; 수메르어: amar utu.k "태양의 송아지; 태양 송아지"), 혹은 므로닥(히브리어: מְרֹדַךְ‎, 현대 히브리어: Merōdaḵ, 티베리아 히브리어: Mərōḏəḵ)은 고대 메소포타미아의 신이자 바빌론의 수호신으로, 기원전 제1천년기에 두각을 나타냈다. 바빌론에서 마르두크는 에사길라 신전에서 숭배되었다. 상징은 삽이며 무슈후슈와 연관되어 있다.
기원전 제1천년기까지 마르두크는 점성술적으로 목성과 연관되었다. 바빌로니아 우주론에서, 특히 에누마 엘리시 창조 신화에서 중요한 인물이었다.

## 이름
마르두크의 이름은 고대 바빌로니아 시대에는 오직 dAMAR.UTU로만 표기되었지만, 카시트 시대부터는 MES와 dŠA.ZU와 같은 다른 표기도 사용되었다. 기원전 제1천년기에는 dŠU와 KU라는 표의문자가 정기적으로 사용되었다. 아다드의 로고그램도 때때로 마르두크를 표기하는 데 사용되었다.
고대 바빌로니아 시대의 문헌들은 마루투 또는 마루투크라는 발음을 지지하며, 카시트 시대부터 마르투크 또는 마르두크라는 단축 표기가 입증되었다. 그의 히브리어 이름 메로다크는 더 긴 버전을 지지하며, 기원전 제1천년기 아시리아와 바빌로니아 문헌들은 이름의 정확한 형태가 요구될 때 긴 표기를 사용한다. 인명 마르투쿠를 신 마르두크와 혼동해서는 안 된다. 마르두크는 기원전 제1천년기에 일반적으로 벨(주님)이라고 불렸다.
마르두크라는 이름의 어원은 일반적으로 damar-utu-(a)k에서 유래한 것으로 이해되며, "우투의 송아지"를 의미한다. 좀머필드는 이것이 에누마 엘리시에서 마르두크의 이름을 "그는 신들의 태양의 아들이며, 빛난다"로 설명하는 데 사용되었다고 보았다. 이 이름이 샤마쉬와 관계가 있음을 시사할 수도 있으나, 마르두크가 태양신과 혈연관계가 아님이 지적된다. 동시기 바빌론은 시파르와 밀접하게 연관되어 있었는데, 이것이 이름의 이유일 수 있다.

## 역사

### 기원전 제3천년기
마르두크는 바빌론 도시와 함께 기원전 제3천년기에는 중요하지 않았고 드물게 언급되었다. 마르두크에 대한 가장 이른 언급은 초기 왕조 II 시대로 추정되는 단편적인 비문에서만 나온다. 이 비문은 마르두크를 위한 신전을 건설한 BAR.KI.BAR (아마도 바빌론)의 무명왕이 남긴 것이다. 파라 시대의 텍스트는 신성 결정사를 사용하지 않고 마르두크를 언급하는 것으로 보이며, 아부 살라비크에서 발견된 신 목록의 한 조각에는 dutu-ama[r]가 포함되어 있는데, 이는 아마도 마르두크가 역순으로 쓰인 것일 수 있다. 우르 제3왕조 시대에는 "아마르신은 마르두크의 별이다"라는 의미의 인명 정도에서 모호하게 나타날 뿐이다.  그러나 요한디는 우르 제3왕조 시대에 에아와 담갈누나와 함께 나타난 신 마르투가 마르두크를 지칭할 수도 있다고 보았다. 마르투는 나중에 다른 부모(아누와 우라쉬)를 가진 것으로 입증되었고, 마르두크는 나중에 에아/에아의 아들로 간주되기 때문이다. 만약 그렇다면, 이것은 마르두크가 이미 우르 제3왕조 시대에 이미 에리두 판테온의 일부였다는 증거가 될 수 있다.

### 고대 바빌로니아 시대
수무-라-엘 치하에서 마르두크는 맹세와 몇몇 연명에 등장한다. 특히 수무-라-엘 22년 연호에는 마르두크를 위한 왕좌를 제작한 기록이 있고, 24년 연호에는 자르파니툼을 위한 조각상을 만든 것을 기록했다. 마르두크는 또한 신명 이름에도 등장하기 시작했는데, 이는 다음 수십 년 동안 더욱 빈번해졌지만 여전히 드물게 나타나 전체 이름의 1% 미만을 차지했다. 이후 함무라비 치하에서는 1-2%로 증가했다. 사비움, 아필-신, 신-무발리트의 통치 기간 동안 마르두크는 바빌론 도시 밖에서도 언급되기 시작했으며, 바빌론 왕에게 종속된 도시에서 지역 신들과 함께 숭배되었다. 함무라비의 통치 이후 다른 도시에서도 마르두크의 성소가 발견되었다.
고대 바빌로니아 시대에 마르두크는 백성의 통치자로 인정받았지만, 함무라비나 그의 후계자들이 다른 신들을 희생시키면서까지 마르두크를 숭배했다는 증거는 없다. 엔릴은 여전히 최고신으로 인정받았고, 마르두크는 신들의 수장과는 거리가 멀었으며, 대신 위대한 신들과 함무라비 사이의 중재자 역할을 하는 것으로 보였다. 이는 함무라비의 후계자 삼수 일루나의 비문에서도 나타나는데, 그는 이쉬타르, 자바바, 샤마쉬, 그리고 물론 마르두크와 같은 다른 신들을 통해 엔릴의 명령을 받는다고 표현했다.
고대 바빌로니아 시대의 중요한 발전은 마르두크와 에리두 판테온의 연관성이었다. 마르두크는 고대 바빌로니아 시대 후반에 아살루히와 통합되었고, 함무라비 법전의 서두에는 에아가 마르두크의 아버지로 명시되어 있다. 이 계보는 정식으로 인정되었다. 고대 바빌로니아 시대의 신 목록에는 때때로 그가 엔키의 권역 안에 배치되기도 했다. TCL 15 10에는 아살루히와 마르두크가 별개의 신으로 나열되어 있지만, 목록에서는 서로 가까이 배치되어 있다. 램버트는 이것이 다른 서기관의 개입일 수 있으며, 편집 서기관은 마르두크와 아살루히가 같은 신이라는 믿음으로 그렇게 했을 것이라고 제안한다. 반면 요한디는 마르두크와 아살루히가 같은 신으로 간주되지 않았지만 서로 관련이 있는 것으로 여겨졌다고 제안한다. 니푸르 신 목록에도 아살루히와 마르두크가 별도로 나열되어 있으며, 마르두크는 아살루히보다 70개의 이름 앞에 나온다. 그러나 와이드너 신 목록에서는 마르두크와 아살루히가 같은 신으로 간주되는 것으로 보인다.
마르두크 예언과 아굼 2세의 비문에 따르면, 마르두크와 자르파니툼의 조각상은 무르실리 1세가 바빌론을 약탈하는 동안(중기 연대기 기원전 1595년) 바빌론에서 제거되었으며, 아굼 2세의 통치 기간에 반환되었다.

### 중기 바빌로니아 시대
카시트 시대에는 마르두크를 포함하는 신명 이름이 10% 이상으로 증가했고, 니푸르에 있는 마르두크의 지역 신전은 확고하게 통합되고 잘 자리 잡았다. 카시트 왕들은 때때로 마르두크에게 호화로운 칭호를 부여하여, 마르두크의 인기가 높아지고 있음을 보여주었지만, 엔릴은 여전히 아누와 에아와 함께 목록의 맨 위에 있는 가장 중요한 메소포타미아 신으로 남아 있었다. 적어도 5명의 카시트 왕이 엔릴을 포함하는 신명 이름을 사용했고, 카시트 왕, 특히 나지-마루타쉬와 쿠두르-엔릴은 연초에 니푸르를 방문한 것으로 알려져 있다. 쿠리갈주는 자신을 "엔릴의 섭정"이라고 불렀고, 두르-쿠리갈주의 신전 단지에는 엔릴, 닌릴, 닌우르타를 위한 신전이 있다.
카시트 왕 두 명, 아마도 나지-마루타쉬와 샤가락티-슈리아쉬의 통치 기간으로 거슬러 올라가는 니푸르의 행정 문서 두 편은 마르두크와 관련된 아키투 축제 거행을 언급한다. 또 다른 문헌은 후기 카시트 왕 아다드-슈마-우수르가 바빌론에서 보르시파와 쿠타로 각각 마르두크, 나부, 네르갈에게 순례를 떠났다고 주장한다. 그러나 이 문헌들의 역사성, 특히 기원전 제1천년기 이데올로기에 부합하는 마르두크, 나부, 네르갈 삼인조 때문에 아다드-슈마-우수르의 여정에 대해서는 의심의 여지가 있다. 그럼에도 불구하고 이 문헌들은 마르두크의 부상이 네부카드네자르 1세 이전부터 시작된 점진적인 과정이었다는 증거가 될 수 있다. 마찬가지로 신 목록 안 = 아눔에서 엔릴의 숫자인 50번이 마르두크에게 할당되었다.
아시리아의 아슈르-우발리트 I 통치 시기로 거슬러 올라가는 개인 문서는 아수르 시에 마르두크 성소가 있었음을 언급한다. 아수르에서는 13세기에 마르두크의 문도 입증되었다. 신아시리아 시대와 유사하게, 마르두크는 아수르에서 공물과 선물을 받았다고 언급되었다. 투쿨티-닌우르타의 대관식 문헌에서는 마르두크가 심지어 아슈르와 같은 양의 공물을 받았다. 마르두크의 조각상은 투쿨티-닌우르타 1세에 의해 아시리아로 옮겨졌으며, 그곳에 머물다가 반환되었다. 아시리아에서의 마르두크 숭배는 신아시리아 시대에도 계속 입증되었다.
마르두크는 우가리트에서 출토된 아카드어 찬송가에도 나타난다. 이 찬송가의 필사는 서기관 학교 교육 과정이었던 것으로 추정된다.
카시트 시대에 이전에 마르두크의 서기관이었던 나부는 마르두크의 아들로 여겨지게 되었다.

### 이신 제2왕조
이신 제2왕조 시대에 이르러 바빌론과 니푸르(그리고 마르두크와 엔릴의 연장선상)의 확립된 동화가 이루어졌다. 도시 성벽의 이름이 바뀌어, 바빌론에는 임구르-엔릴과 니미트-엔릴이, 니푸르에는 임구르-마르두크와 니미트-마르두크가 자리 잡았다. 기원전 제1천년기의 니푸르 이중 언어 찬송가는 바빌론과 니푸르를 함께 묶는다:
니푸르는 엔릴의 도시이며, 바빌론은 그의 사랑하는 곳이다.
니푸르와 바빌론, 그들의 의미는 같다.
마르두크의 우월성 이데올로기는 일반적으로 네부카드네자르 1세와 그의 후계자들에 의해 추진된 것으로 여겨진다. 네부카드네자르의 엘람에 대한 두 번째 원정과 기원전 1155년 슈트룩-나훈테 또는 그의 아들 쿠티르-나훈테에 의해 엘람으로 약탈당했던 마르두크 조각상의 반환이 그 계기가 된 것으로 생각된다. 그러나 엘람인에 의한 조각상 탈취에 관한 연대기적 문제가 있는데, 투쿨티-닌우르타 1세가 탈취했던 마르두크 조각상은 엘람인들이 기원전 1155년에 바빌론을 약탈하기 전까지 아시리아인들에 의해 반환되지 않았기 때문이다. 존슨은 투쿨티-닌우르타가 다른 마르두크 조각상을 가져갔고, 주된 숭배 조각상은 쿠티르-나훈테에 의해 탈취되었을 수 있다고 제안하며, 반면 반야이는 닌우르타-투쿨티-아슈르가 마르두크 조각상을 반환한 직후 쿠티르-나훈테에 의한 두 번째 침략으로 같은 조각상이 다시 탈취되었다고 믿는다.
그럼에도 불구하고, 네부카드네자르의 통치 이후로 마르두크의 다른 신들에 대한 우월성 인정은 이제 일반적인 규범이 되었다. 네부카드네자르 통치 시기의 쿠두르루는 이제 "신들의 왕"인 마르두크가 네부카드네자르를 직접 파견하고 그에게 무기를 주었다고 주장하며, 네부카드네자르 서사시에서는 신들에게 바빌로니아를 버리라고 명령한 것은 마르두크이다. 엔릴-나딘-아플리 통치 시기의 쿠두르루는 마르두크를 "신들의 왕, 땅의 주"라고 부르는데, 이는 엔릴이 전통적으로 가졌던 칭호이다. 마찬가지로, 바다 땅 제2왕조의 첫 왕인 심바르-시파크가 네부카드네자르가 만든 왕좌의 대체품으로 엔릴을 위한 왕좌를 만들었을 때, 그의 마음속에는 이것이 실제로 마르두크에게 봉헌된 것이었다. 다른 문헌들, 예를 들어 아카드어 기도문과 주문들 또한 마르두크를 신들의 왕이라고 부른다.

### 기원전 제1천년기
바빌로니아 창조 서사시인 에누마 엘리시의 가장 오래된 사본은 아수르 시에서 발견되었으며 9세기로 거슬러 올라가지만, 텍스트는 이신 2기까지 거슬러 올라갈 수 있다. 달리는 에누마 엘리시가 고대 바빌로니아 시대에 작곡되었을 수 있다고 믿지만, 다른 학자들은 가능성이 낮다고 본다. 에누마 엘리시는 티아마트를 물리치고 마르두크가 왕위에 오르는 것을 묘사한다. 결국 마르두크는 통치자로 선포되고, 바빌론을 왕국의 도시로 선언하며, 그의 50개 이름을 받는다(50은 엔릴의 숫자). 반면 엔릴은 무시된다.
아시리아 문헌에서 마르두크의 권능과 권위에 대한 언급은 대부분 사르곤 왕조 통치 기간에서 나왔다. 일반적으로 신아시리아 왕들은 바빌론과 마르두크 숭배를 중요하게 여겼다. 샬마네세르 3세는 마르두크의 성소를 포함하여 여러 바빌로니아 성소를 방문했다. 티글라트-필레세르 3세는 바빌로니아를 정복한 후 바빌론에서 아키투 축제에 참여했으며, 사르곤 2세는 두르샤루킨 건설 중 바빌론을 임시 거주지로 삼고 아키투에 참여했다. 마르두크는 아시리아 왕들이 바빌로니아를 장악하기 전에도 아시리아 왕실 비문에 자주 등장한다. 중기 아시리아 시대부터 계속해서, 신아시리아 시대에도 마르두크 숭배가 실제로 존재했던 것으로 보인다. 아시리아 신성 목록에는 신아시리아 시대에 아슈르의 굴라 신전에 마르두크의 신전이 존재했다고 언급되어 있다. 마르두크와 그의 아들 나부도 니네베에서 성소를 공유했지만, 나부가 마르두크와 달리 주요 신이었던 것으로 보인다.
예외는 센나케립이었는데, 그는 일련의 반란과 황태자 아슈르-나딘-슈미의 엘람으로의 송환(그 후 그는 아마도 살해되었을 것이다) 이후 바빌론을 파괴하기로 결정했다. 기원전 689년 바빌론의 파괴는 센나케립 자신의 기록으로 판단할 때, 신아시리아 기준으로는 최악이었다. 신전과 숭배 조각상을 파괴했다고 주장하는 것 외에는 마르두크 조각상의 운명에 대한 명확한 언급은 없었지만, 에사르하돈은 나중에 그 숭배 조각상이 바빌론에서 가져왔다고 주장할 것이다. 센나케립은 종교 개혁이라고 불리는 것을 단행했는데, 아수르의 기반 시설은 바빌론의 모델로 재구성되었고, 에누마 엘리시의 아시리아 판본은 마르두크를 아슈르 신으로 (안샤르로 표기), 바빌론을 아수르로 (발틸로 표기) 대체했다. 마르두크를 언급하는 다른 문헌들도 아슈르에 맞게 각색되고 변경되었으며, 마르두크에게 봉헌된 침대와 왕좌는 가구가 바빌론에서 아수르로 옮겨진 후 아슈르에게 재봉헌되었다. 마르두크 시련은 아키투 축제에 대한 숭배 주석을 포함했는데, 이는 마르두크의 처벌을 언급하도록 재해석되었다. 그러나 더 급진적인 개혁은 그의 후계자 에사르하돈 통치 하에 역전되었으며, 그는 또한 바빌론 재건과 샤마쉬-슈마-우킨 치하에서 마르두크 조각상의 최종 반환을 감독했다. 에사르하돈은 또한 바빌론 파괴의 원인이 마르두크의 신성한 분노 때문이라고 주장하여 센나케립의 파괴와 자신의 재건을 정당화하는 서사를 만들었다. 마르두크는 원래 도시를 70년 동안 버리기로 명령했지만, 마르두크는 마음을 바꾸고 에사르하돈이 도시를 재건하도록 허락했다.
나보나사르는 마르두크가 자신에게 주권을 선포하고 "적의 땅을 약탈하라"(아시리아를 지칭)고 명령했으며, 아시리아는 신성한 분노 때문에 바빌로니아를 통치했을 뿐이라고 주장했다. 그는 마르두크와 나부의 명령으로, 에라의 무기를 가지고 아시리아인을 죽이고 그들의 땅을 황폐하게 만들었다고 주장했는데, 이는 기원전 제1천년기 바빌로니아 이데올로기의 주요 삼인조였다. 아케메네스 및 셀레우코스 시대의 문학 작품에서는 마르두크가 나보나사르에게 아카드(바빌로니아) 땅에 복수할 것을 위임했다고 전해진다.
신바빌로니아 왕의 왕실 비문에서 마르두크는 주신이자 그들의 권위의 원천으로 칭송되며, 엔릴은 니푸르 도시와 관련하여 언급될 때를 제외하고는 거의 언급되지 않는다. 후기 바빌로니아 신 목록에서는 목록의 모든 신들이 마르두크와 동일시되었다. 예를 들어, 닌우르타는 곡괭이의 마르두크, 나부는 회계의 마르두크, 샤마쉬는 정의의 마르두크, 티쉬팍은 군대의 마르두크였다. 이러한 "혼합주의적 경향"은 다른 후기 문헌에서도 관찰되며, 다른 신들은 마르두크의 여러 측면으로 나타난다.
키루스 2세는 바빌로니아 정복을 정당화하면서 키루스 원통에서 나보니두스가 마르두크를 불쾌하게 하고 에사길라에 등을 돌려 마르두크가 그를 버렸다고 주장했다. 나보니두스 반대파의 또 다른 문헌인 운문 기록(Verse Account)은 나보니두스가 마르두크보다 신을 더 선호했다고 설명한다. 나보니두스가 달의 신을 숭배한 것은 하란이라는 도시와의 가족 관계 때문이었을 수 있으며, 나중에는 심지어 신의 주요 성소인 우르의 종교 기관을 부활시키기도 했다.

## 특징

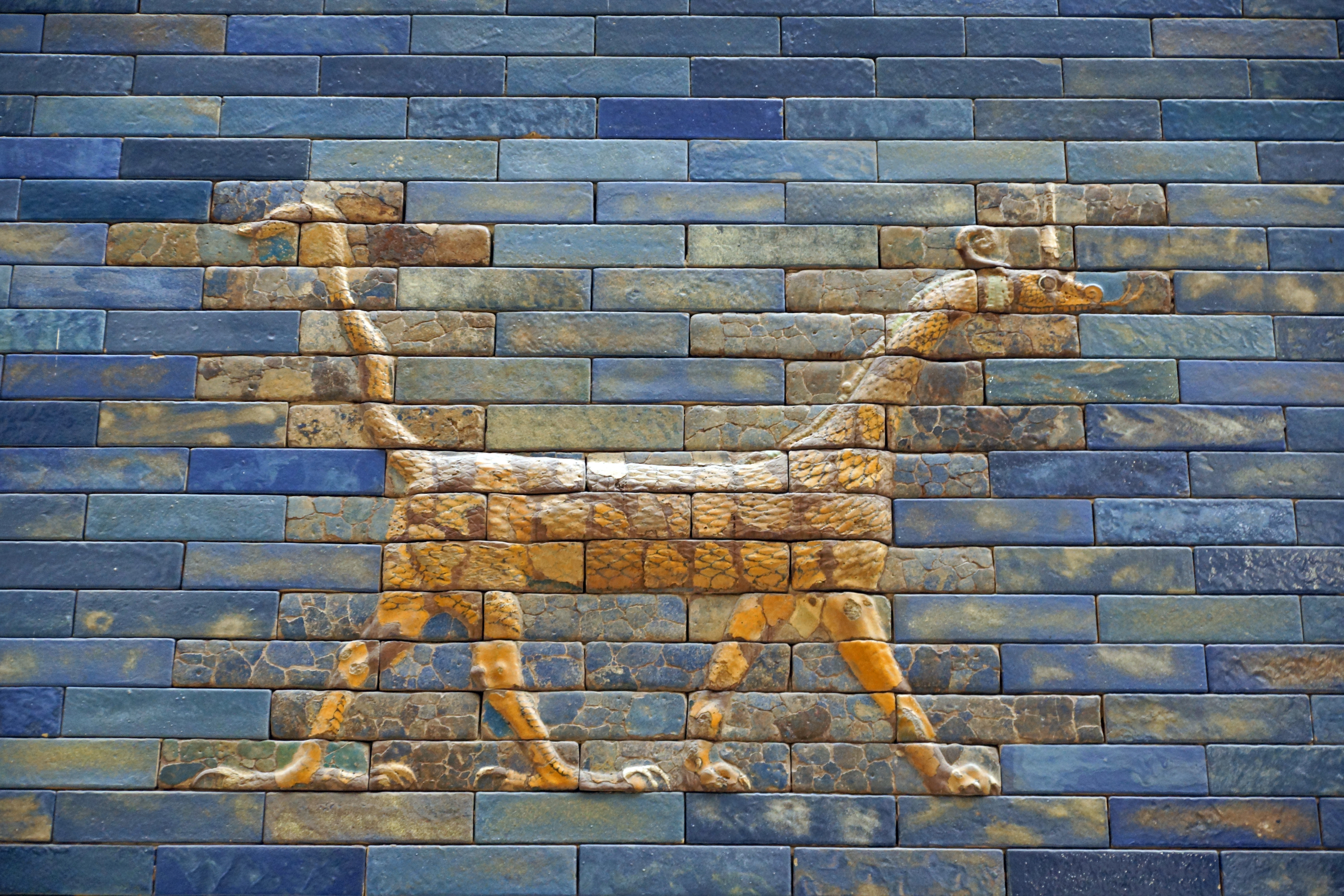
용과 같은 생물인 무슈후슈는 마르두크와 연관되어 있었다.

### 상징
상징물은 삽이며, 메소포타미아 신화에 나오는 용과 같은 생물인 무슈후슈와 연관되어 있다.

### 본래의 역할
마르두크에 대한 초기 자료가 희박하기 때문에, 그 본래 역할은 알려져 있지 않다. 그러나 마르두크가 아부 살라비크 목록에 지하세계와의 관련성을 시사하는 이름을 가진 세 명의 하급 신들 뒤에 나타났기 때문에, 요한디는 마르두크가 원래 지하세계와 관련된 하급 신이었을 수 있다고 제안한다. 마찬가지로, 마르두크가 원래 네르갈과 유사한 역할을 했을 수 있는데, 이는 히타이트 문서에서 신 샨타의 이름을 쓸 때 dAMAR.UTU라는 표의문자가 사용되는 이유를 설명할 수도 있다는 분석도 제기되었다. 샨타는 네르갈과 본질적으로 유사했다. 마르두크와 아살루히가 함께 등장하는 우두그 훌의 초기 선구자 본문에서 마르두크는 아살루히와 달리 피해자를 돕지 않고 오히려 그를 붙잡는데, 이는 그의 무기력함 때문이거나 단순히 돕기를 거부했기 때문일 수 있다. 오시마는 이 구절을 마르두크의 본래 역할이 질병과 죽음이었다는 생각을 지지하는 것으로 해석했다. 마찬가지로, 신-이디남의 닌이시나에게 바치는 기도에서 아살루히(여기서는 마르두크와 동일시됨)가 신-이디남(라르사의 왕)에게 악령을 걸어 병들게 하는 것은 마르두크의 질병 유발 능력이 바빌론의 영역을 넘어 확장되었음을 반영할 수 있다. 그러나 이전에 마르두크가 마법과 관련이 있다는 증거가 거의 없다고 믿었던 좀머필드는 최근에 마르두크가 원래는 주문의 신이었으며, 아살루히와 통합된 후에 마법과 관련된 신이 되었다고 제안했다. 야콥센은 에누마 엘리시에 나타난 폭풍 이미지를 근거로 마르두크가 원래 폭풍의 신이었을 것이라고 제안한다. 그는 네 가지 바람과 폭풍을 무기로 휘두르고, 티아마트의 시체에서 나온 비와 구름을 자신에게 할당한다. 아부쉬는 야콥센을 인용하여 마르두크가 폭풍의 신이었다고 믿으며, 마르두크의 물과 관련된 모든 특성을 엔키의 권역에서 가져왔다고 가정하기는 어렵기 때문에 에리두의 판테온에 합류하기 전에 물과 식물과 관련이 있었을 수 있다고 본다. 그러나 마르두크가 원래 지역 폭풍의 신이었다는 다른 증거는 없으며, 바람과 폭풍을 무기로 사용하는 것은 폭풍의 신에만 국한되지 않는다. 슈베머는 폭풍의 신이 아닌 닌우르타를 마르두크가 폭풍, 바람, 홍수를 무기로 사용하는 원형으로 지목한다. 슈베머는 또한 마르두크가 폭풍 신의 특징과 겹치는 특성을 가지고 있지만, 이것이 마르두크나 유사한 위치에 있는 다른 신들(예: 닌우르타, 마르투, 텔레피누, 티쉬팍)이 반드시 폭풍의 신임을 의미하지는 않는다고 요약한다. 마르두크의 상징인 삽은 그가 원래 농업의 신이었거나, 더 가능성 있게는 운하와 그로 인한 풍요의 신이었음을 시사할 수 있다. 아부쉬와 달리 오시마는 마르두크와 물의 연관성이 운하와의 연관성에서 비롯되었다고 믿는다. 그는 카시트 시대의 마르두크 기도문 2번에서 물 공급자로 묘사되며, 강물, 계절성 홍수, 비를 밭에 가져오는 자로 칭송받았다. 마르두크에게 바치는 다양한 기도문은 그가 샘과 강과 연결되어 있음을 언급하며, 아슈르바니팔은 마르두크에게 "하늘과 땅의 운하 감찰관"이라는 칭호를 적용한다.

### 마르두크의 분노와 자비
신-이디남의 닌이시나에게 바치는 기도는 마르두크 기도문 1번과 루들룰 벨 네메키와 유사한 주제를 공유하는데, 마르두크의 분노가 고통받는 자에게 영향을 미치는 특정 질병의 원인으로 지목되며, 마르두크가 자비를 베풀고 용서해야만 치유될 수 있다. 마르두크 기도문 1번에서는 마르두크에게 자신의 의뢰인을 죽이지 말 것을 간청하며, 루들룰에서는 마르두크가 자신의 의뢰인을 용서한 후 그의 자비에 대해 칭송받는다. 이처럼 일부 학자들은 마르두크가 그의 진노에 대해 칭송받았다고 주장하고, 다른 학자들은 마르두크가 "예측 불가능한 변덕스러운 기분"을 가진 것으로 나타난다고 주장한다. 램버트 또한 에누마 엘리시에 나오는 마르두크의 이름 중 하나인 메르샤쿠슈("야만적이지만 온화한")를 지적하며, 바빌론인들이 마르두크가 덜 야만적일 수 있도록 그의 자비를 강조했을 수 있다고 제안하지만, 오시마는 바빌론인들이 그를 달래기 위해 그의 진노와 자비 모두를 강조해야 했다고 제안한다. 다른 이들은 이 시의 목적이 마르두크의 진정한 내적 자질이 자비와 자애로움임을 강조하는 것이라고 믿는다. 반면 마르두크 기도문 2번은 마르두크의 치유 능력을 칭찬하는데, 이는 아살루히와의 통합의 결과일 수 있다.

### 강의 시련과의 연결
에아의 아들이었기 때문에 마르두크는 강 시련과 관련이 있었다. 신-이디남의 닌이시나에게 바치는 기도는 또한 이들루루구(강 시련)를 마르두크/아살루히의 아버지로 지목했는데, 이는 표준적인 계보와는 대조적이다.

### 주문
마르두크는 마르두크-에아 유형의 공식에 따른 주문에 등장하는데, 여기서 에아/엔키 신은 그의 아들 마르두크/아살루히와 대화한다. 이 공식의 구조는 마르두크/아살루히가 문제를 알아차리고 아버지에게 보고하는 것으로 시작된다. 에아는 아들에게 자신의 지식을 확신시켜 주고 절차를 지시한다. 기원전 제1천년기의 후기 주문에서는 사제들이 일반적으로 마르두크/아살루히의 직접적인 현신임을 주장하며, 아버지와 아들 사이의 신성한 대화를 대체한다. 예를 들어, 마르두크의 악마에게 보내는 연설에서 사제는 자신을 마르두크라고 선언하는 것으로 시작한다. 신아시리아 아시리아에서는 마르두크가 주문-기도문이 향하는 주요 신 중 하나였으며, 샤마쉬만이 마르두크보다 더 많이 숭배되었다.
마르두크가 아살루히와 동일시되기 전에 주문에서 원래 역할을 했는지 여부를 판단하기는 어렵다. 마르두크는 때때로 수메르-아카드 이중 언어 문서에서 아살루히의 아카드어 이름으로 나타나지만, 마르두크와 아살루히는 두 개의 다른 문서에서도 별도로 나타났는데, 하나는 마르두크가 에아를 찾은 아살루히와 달리 피해자를 돕는 대신 붙잡는 악한 우두그에 대한 주문이었고, 다른 하나는 마르두크와 아살루히를 악마에 대한 억제책으로 별도로 나열한 라마슈투에 대한 주문이었다.

## 서사시 및 문학

### 에누마 엘리시
이신 제2왕조 시대에 작곡된 것으로 일반적으로 여겨지는 에누마 엘리시는 마르두크가 신들의 왕으로 권력을 잡는 과정을 상세히 다룬다. 창조 서사시와 안주 신화 및 닌우르타와 관련된 다른 전통들 사이에 유사점이 있다. 운명의 서판은 두 신화 모두에서 핵심적인 물건이며, 마르두크는 닌우르타와 거의 동일한 무기를 사용한다. 한 의례 서판은 니산누월 넷째 날 아키투 축제 기간 동안 창조 서사시가 낭송되고 재현될 수도 있음을 언급한다. 서사시는 가장 오래된 신들인 압수와 티아마트를 언급하며 시작하고, 젊은 세대의 신들을 창조한다. 그러나 압수는 그들의 시끄러움에 방해받아 그들을 죽이기로 결정한다. 그러나 에아는 그 음모를 알아내고 압수를 죽이고 그의 영광을 차지한다. 나중에 마르두크는 에아와 담키나 사이에서 태어나며, 태어날 때부터 특별했다. 티아마트는 젊은 세대의 신들에 대항하여 전쟁을 벌이기로 결정하고, 킨구에게 운명의 서판을 주고 그를 사령관으로 임명한다. 마르두크는 티아마트와 싸우겠다고 자원하고 그녀를 물리친다. 티아마트의 시체에서 바빌론을 중심으로 세계가 형성되고, 마르두크는 왕권을 잡고 그의 50개 이름을 받는다.
취한 50개의 이름은 안=아눔 신 목록을 기반으로 했으며, 열 배열이 제거되고 삽입되었다.
그의 칭호 중 하나인 bēl mātāti (땅의 왕)는 원래 엔릴의 것이었으나, 이 서사시에서는 엔릴이 이 칭호를 마르두크에게 줄 때를 제외하고는 눈에 띄게 빠져 있다.

### 루들룰 벨 네메키
"바빌로니아 욥"으로도 알려진 이 시는 마르두크의 분노로 인해 화자가 겪는 고통을 묘사하는데, 직업을 잃고 친구와 가족으로부터 적대감을 받게 된다. 점술가들은 그를 도울 수 없었고, 그의 개인 수호령과 신들도 도와주러 오지 않았다. 그는 아무도 신들의 행동을 이해하지 못한다고 주장하며, 자신의 결백과 항상 신들에게 경건했으며 결코 그들을 버리지 않았음에도 불구하고, 그는 곧 병이 들어 죽음의 문턱에 이르게 되었다. 그러다 일련의 꿈에서 그는 젊은 남자, 자신을 정화시켜 준 주문 사제, 고통이 끝났음을 알리러 온 신과 같은 모습의 젊은 여자, 그리고 바빌론에서 온 주문 사제를 만났다. 그 후, 화자는 마르두크의 자비를 칭찬하는데, 이는 마르두크의 분노 표현에도 불구하고 이 텍스트의 핵심 요점이었다.

### 에라 서사시
에라 서사시에서 에라는 마르두크를 설득하여 에사길을 떠나 지하세계로 가게 하고, 에라가 왕이 되도록 한다. 그 후 에라는 모든 도시에 혼란을 야기하고 불안정을 초래한다. 마르두크는 돌아와 바빌론의 상태를 한탄한다. 평화와 안정을 가져온 자로 마르두크를 옹호했던 에누마 엘리시와 달리, 여기서 마르두크는 자신의 자리에서 떠남으로써 불안정을 가져왔고, 따라서 세상에 어둠을 가져왔다. 그는 또한 에라에게 굴복함으로써 간접적으로 전쟁을 가져왔다.

### 마르두크 시련
아시리아 방언으로 쓰인 마르두크 시련 본문은 아수르, 님루드, 니네베에서 알려져 있다. 아키투 축제 행렬에 익숙한 풍경과 언어를 사용하여, 여기서 마르두크는 대신 아슈르에게 저지른 범죄에 대한 책임을 지고 강 시련과 투옥을 당한다. 본문은 나부가 바빌론에 도착하여 아버지 마르두크를 찾는 것으로 시작된다. 타슈메툼은 신과 샤마쉬에게 기도한다. 한편, 마르두크는 붙잡혀 있었고, 그의 옷의 붉은색은 그의 피로 재해석되었으며, 사건은 아슈르 신에게 회부되었다. 바빌론 시 또한 마르두크에게 반항하는 듯 보였고, 나부는 마르두크가 강 시련에 끌려갔다는 것을 알게 된다. 마르두크는 모든 것이 아슈르 신의 선을 위해 행해졌다고 주장하며 신들에게 자신이 살도록 해달라고 기도한다. 다양한 대안적인 종교적 주석 이후, 에누마 엘리시의 아시리아 버전이 낭독되어 아슈르의 우월성을 선포했다. 그러나 내용에도 불구하고 마르두크 시련은 단순히 마르두크 반대 문학 작품이 아니었다. 어떤 시점에서도 마르두크가 실제로 범죄로 기소되지 않았으며, 텍스트의 끝은 신들이 마르두크가 갇힌 문에 구멍을 뚫어 그를 구하려 싸웠음을 시사하는 것으로 보인다. 마르두크는 저주 부분에도 등장하므로, 비난의 대부분은 마르두크를 잘못 이끈 바빌로니아인들에게 전가되었고, 마르두크는 신들의 판테온 내에서 위치를 유지했을 가능성이 있다. 대부분의 학자들은 이 텍스트를 센나케립의 바빌론 파괴와 관련시키지만, 프라이머-켄스키는 배경이 기원전 669년 마르두크 조각상의 바빌론 반환일 수 있다고 제안한다.

### 엔메샤라의 패배
단 한 개의 사본으로 알려져 있고 상단이 심하게 손상된 엔메샤라의 패배는 셀레우코스 또는 파르티아 시대에 작곡되었을 것으로 보인다. 구조적으로 에누마 엘리시와 유사하게, 이 텍스트는 엔메샤라와 그의 일곱 아들이 마르두크에 대항하는 것으로 시작되며, 마르두크는 그들을 물리치고 네르갈을 감옥의 간수로 삼아 투옥시킨다. 보존된 부분은 네르갈이 엔메샤라에게 마르두크의 심판을 선포하는 것으로 시작되는데, 그와 그의 아들들이 모두 사형에 처해질 것이며, 엔메샤라는 마르두크의 끔찍한 심판에 대해 한탄하고 네르갈에게 간청한다. 네르갈이 답하지만, 텍스트는 끊어진다. 네르갈은 엔메샤라와 그의 아들들을 마르두크에게 호위하는 모습으로 나타나는데, 마르두크는 먼저 아들들의 목을 베고, 엔메샤라의 광채는 샤마쉬에게 주어진다. 나부에게는 닌우르타의 힘이, 네르갈에게는 에라의 힘이 주어지고, 마르두크는 엔릴의 힘을 차지한다. 마르두크, 나부, 네르갈은 함께 왕좌(아마도 이전에 아누의 것이었던)를 공유한다. 신들에게는 그들의 도시가 할당되고, 하늘에서 목소리가 들린다. 물고기-염소는 마르두크를 숭고한 주님으로 칭송하며, 텍스트는 신들이 바빌론에 모이는 것으로 끝난다.

## 혼합주의

### 아살루히
아살루히와 마르두크의 통합에 대한 가장 이른 증거는 신-이디남이 닌이시나에게 바치는 기도문인데, 여기서 아살루히는 "바빌론의 왕"이라고 불렸다. 한 고대 바빌로니아 문헌은 아살루히의 칭호로 "에리두의 아들" 대신 "틴티르의 주"를 사용하는데 (틴티르는 바빌론의 또 다른 이름이다.) 함무라비가 아살루히에게 바치는 기도문에서는 그가 마르두크와 명백히 동의어로 간주된다. 그러나 삼수 일루나를 위한 기도문에서는 마르두크와 아살루히가 별개의 신으로 언급되어, 마르두크=아살루히 통합이 고대 바빌로니아 시대에 아직 완전히 정식으로 확립되지 않았음을 시사한다. 요한디는 또한 마르두크와 아살루히를 별개로 유지하는 것이 삼수 일루나가 남부 도시에 대한 권위를 되찾으려는 의도적인 행위였다고 제안한다. 남부 도시는 그의 통치 초기에 반란의 중심지였다.
좀머필드는 통합이 두 신이 주문의 신으로서 비슷한 역할을 했기 때문이거나, 혹은 마르두크가 아직 지역 신이었던 것에 비해 아살루히가 남부 바빌로니아에서 더 잘 알려져 있었기 때문일 수 있다고 제안했다. 램버트 또한 통합이 마르두크를 더 존경받는 위치로 격상시키기 위한 수단이었다고 믿는다. 요한디는 마르두크와 아살루히가 마법이 아닌 다른 이유로 동일시되었으며, 마르두크는 아살루히와 통합된 후에야 마법과 관련된 신이 되었다고 제안한다.

### 엔릴
바빌론과 니푸르의 통합은 이신 제2왕조 시대부터 이루어졌으며, 도시 성벽의 이름이 바뀌어 바빌론에는 임구르-엔릴과 니미트-엔릴이, 니푸르에는 임구르-마르두크와 니미트-마르두크가 자리 잡았다. 더 나아가 마르두크는 엔릴과도 동일시되었으며, 이신 제2왕조 시대에 마르두크는 엔릴의 칭호를 가지고 있었다고 기록되었다. 마르두크는 기원전 제1천년기에 종종 "신들의 엔릴"이라고 불렸다.
"하늘과 지하세계 신들의 왕"이라는 이름의 마르두크 조각상이 바빌론의 엔릴 성역에 놓였고, 마르두크는 에누마 엘리시에서 "땅의 왕"이라는 칭호 bēl mātāti를 받는다.

### 투투
보르시파의 이전 수호신. 함무라비는 투투의 지배가 보르시파와 에-지다에 미친다고 인정했지만, 투투는 함무라비 이후 마르두크의 또 다른 이름이 되었으나, 기원전 제1천년기에는 나부의 별칭이 되었다. 투투는 에누마 엘리시에서도 마르두크의 이름 중 하나였다. 새 울음 소리 텍스트에서 엔메샤라의 새는 투투에게 죄를 지었다고 울부짖는데, 여기서 투투는 마르두크를 의미한다.

## 같이 보기
- 메소포타미아 종교
- 자크무크
- 아키투

## 내용주
1. ↑  원문은 lu-ú ma-ru Šamši ša ilāni né-bu-ú šu-ma이다. 이는 maru("아들")가 소유격으로 읽힌다. 램버트는 같은 구절을 "그는 아들, 신들의 태양신이며 눈부시다"라고 읽어 두 절을 분리한다.[10]
2. ↑  신들이 자신의 도시를 버릴 수 있다는 메소포타미아 사상에 따라, 이는 마르두크가 바빌론을 버리고 심지어 자신이 돌아오기로 결정할 때까지 외세가 통치하도록 지시할 수도 있다는 서사를 말한다.[72] 마찬가지로 마르두크-아플라-이디나 2세도 아시리아의 바빌로니아 지배는 마르두크의 백성에 대한 분노 때문이었으며, 그가 만족하고 자신을 아시리아인들을 몰아내고 바빌로니아를 다스리도록 임명할 때까지 계속되었다고 주장했다.[73]
3. ↑  유사한 칭호는 테슙,[98] 아다드, 닌우르타에게도 확인된다.[99]
4. ↑  마르두크 시련의 니네베 버전에서는 사르파니트가 마르두크가 살도록 기도한다.[125]

## 참고 문헌
- Abusch, Tzvi (1999). 《Marduk》. 《Dictionary of Deities and Demons in the Bible》. 1014–1026쪽.[깨진 링크(과거 내용 찾기)]
- Ayali-Darshan, Noga (2022). 《Pī Mūti: A Ugaritism in the Hymn to Marduk from Ugarit?》 (PDF). 《NABU- Nouvelles Assyriologiques Brèves et Utilitaires》. 39–41쪽.
- Bányai, Michael (2016). 《Marduks Reisen – eine neue chronologische Betrachtung》 (PDF). 《NABU- Nouvelles Assyriologiques Brèves et Utilitaires》.
- Beaulieu, Paul-Alain (2018년 2월 2일). 《A History of Babylon, 2200BC-AD75》 1판. Wiley-Blackwell.
- Beaulieu, Paul-Alain (2019). 《What's in a Name? Babylon and its Designations throughout History》. 《Journal of the Canadian Society for Mesopotamian Studies》 14. 29–37쪽.
- Bedford, Peter R. (2016년 1월 1일). 《4 Assyria's Demise as Recompense: A Note on Narratives of Resistance in Babylonia and Judah》. 《Revolt and Resistance in the Ancient Classical World and the Near East》. 55–75쪽. doi:10.1163/9789004330184_005. ISBN 9789004330184.
- Brisch, Nicole Maria (2007). 《Tradition and the poetics of innovation: Sumerian court literature of the Larsa dynasty c. 2003-1763 BCE》. Münster: Ugarit Verlag. ISBN 978-3934628915.
- Cogan, Mordechai (2009). 《Sennacherib and the Angry Gods of Babylon and Israel》. 《Israel Exploration Journal》 59. 164–174쪽.
- Cunningham, Graham (1997). 《Deliver Me from Evil: Mesopotamian Incantations, 2500-1500 BC》 (영어). Pontifcio Istituto Biblico. ISBN 978-88-7653-608-3.
- Dalley, Stephanie (2008). 《Myths from Mesopotamia: creation, the flood, Gilgamesh, and others》 Revis, reissu판. Oxford University Press: Oxford University Press. ISBN 978-0199538362.
- Fontenrose, Joseph Eddy (1980) [1959]. 《Python: A Study of Delphic Myth and Its Origins》 reprint판. Berkeley, California, Los Angeles, California, and London, England: The University of California Press. ISBN 978-0-520-04106-6.
- Frahm, Eckart (2017년 5월 18일). 〈The Neo-Assyrian Period (ca. 1000–609 bce )〉. 《A Companion to Assyria》 (영어). Wiley. 161–208쪽. doi:10.1002/9781118325216.ch8. ISBN 9781444335934.
- Frahm, Eckart (2017년 5월 18일). 〈Assyria and the South: Babylonia〉. 《A Companion to Assyria》 (영어). Wiley. 286–298쪽. doi:10.1002/9781118325216.ch15.
- Frahm, Eckart (2010). 《Counter-texts, Commentaries, and Adaptations: Politically Motivated Responses to the Babylonian Epic of Creation in Mesopotamia, the Biblical World, and Elsewhere》. 《Orient》 45. 3–33쪽. doi:10.5356/orient.45.3.
- Frame, Grant (1999). 《My Neighbour's God: Aššur in Babylonia and Marduk in Assyria》. 《Bulletin of the Canadian Society for Mesopotamian Studies》 34. 5–22쪽.
- Frymer-Kensky, Tikva (1983). 《The Tribulations of Marduk the So-Called "Marduk Ordeal Text"》. 《Journal of the American Oriental Society》 103. 131–141쪽. doi:10.2307/601866. ISSN 0003-0279. JSTOR 601866.
- Geller, Markham J. (1985). 《Forerunners to Udug-Hul: Sumerian Exorcistic Incantations》. F. Steiner Verlag Wiesbaden. ISBN 978-3515044035.
- Geller, Markham J. (2015). 《Healing Magic and Evil Demons. Canonical Udug-hul Incantations》 (영어). De Gruyter. hdl:20.500.12657/24657. ISBN 978-1-61451-532-6.
- George, A.R. (1997). 《Marduk and the Cult of the Gods of Nippur at Babylon》. 《Orientalia》 66. 65–70쪽. JSTOR 43076310.
- George, A. (2016년 4월 1일). 《Mesopotamian Incantations and Related Texts in the Schøyen Collection》. CDL Press. ISBN 978-1934309667. S2CID 130221463.
- Hoffner, Jr., Harry A. (1998). 《Hittite myths》 2.판. Society of Biblical Literature. ISBN 978-0788504884.
- Johandi, Andreas (2018). 《Some Remarks about the Beginnings of Marduk》. 《Conceptualizing the Past, Present and Future- Proceedings of the Ninth Symposium of the Melammu Project Held in Helsinki/Tartu May 18–24, 2015》.
- Jacobsen, Thorkild (1968). 《The Battle between Marduk and Tiamat》. 《Journal of the American Oriental Society》 88. 104–108쪽. doi:10.2307/597902. JSTOR 597902.
- Johandi, Andreas (2019). 《The God Asar/Asalluhi in the Early Mesopotamian Pantheon- Ph.D thesis》. University of Tartu Press.
- Johnson, Erika D. (2013년 6월 28일). 《Time and Again: Marduk's Travels》. 《Time and History in the Ancient Near East》. 113–116쪽.
- Lambert, W.G (2013년 10월 3일). 《Babylonian Creation Myths》. Eisenbrauns. ISBN 978-1575062471.
- Lambert, W.G (1984). 《Studies in Marduk》. 《Bulletin of the School of Oriental and African Studies, University of London》 47. 1–9쪽. doi:10.1017/S0041977X00022102. JSTOR 618314. S2CID 162349822.
- Livingstone, Alasdair (1989). 《Court poetry and literary miscellanea》. State Archives of Assyria. Helsinki: Univ. Pr. ISBN 951-570-043-4.
- Malko, Helen (2017년 1월 1일). 《Dur-Kurigalzu: Insights from Unpublished Iraqi Excavation Reports》. 《Kardunias. Babylonia Under the Kassites 2. Eds. Alexa Bartelmus & Katja Sternitzke》. 479–491쪽.
- Nielsen, John Preben (2018). 《The reign of Nebuchadnezzar I in history and historical memory》. New-York (N.Y.): Routledge. ISBN 978-1138120402.
- Oshima, Takayoshi (2014). 《Babylonian poems of pious sufferers: "Ludlul Bël Nëmeqi" and the "Babylonian theodicy"》. Tübingen: Mohr Siebeck. ISBN 978-3161533891.
- Oshima, Takayoshi (2011년 12월 31일). 《Babylonian Prayers to Marduk》. Mohr Siebeck. ISBN 978-3161508318.
- Oshima, Takayoshi (2006). 《Marduk, the Canal Digger》 (PDF). 《JANES - Journal of the Ancient Near Eastern Society》 30. 77–88쪽.
- Piccin, Michela; Worthington, Martin (2015). 《Schizophrenia and the Problem of Suffering in the "Ludlul" Hymn to Marduk》. 《Revue d'Assyriologie et d'archéologie orientale》 109. 113–124쪽. doi:10.3917/assy.109.0113. ISSN 0373-6032. JSTOR 44647926.
- Pongratz-Leisten, Beate (2015). 《Religion and ideology in Assyria》. Boston: De Gruyter. ISBN 978-1614514824.
- Schneider, Bernhard (2022년 12월 31일). 《Nippur: City of Enlil and Ninurta》. 《Naming and Mapping the Gods in the Ancient Mediterranean》 (영어) (De Gruyter). 745–762쪽. doi:10.1515/9783110798432-039. ISBN 9783110798432.
- Schwemer, Daniel (2001). 《Die Wettergottgestalten Mesopotamiens und Nordsyriens im Zeitalter der Keilschriftkulturen. Materialien und Studien nach den schriftlichen Quellen, Wiesbaden: Harrassowitz, 2001》. Harrassowitz.
- Schwemer, Daniel (2007년 1월 1일). 《The Storm-Gods of the Ancient Near East: Summary, Synthesis, Recent Studies Part I》. 《Journal of Ancient Near Eastern Religions》 (영어) 7. 121–168쪽. doi:10.1163/156921207783876404. ISSN 1569-2116.
- Schwemer, Daniel (2016). 《Wettergott(heiten) A. Philologisch》. 《Reallexicon der Assyriologie》.
- Seri, Andrea (2006). 《The Fifty Names of Marduk in "Enūma eliš"》. 《Journal of the American Oriental Society》 126. 507–519쪽. ISSN 0003-0279. JSTOR 20064540.
- Soldt, Wilfred H. van (2005). 《Ordeal. In Mesopotamia》. 《Reallexikon der Assyriologie》.
- Sommerfield, Walter (1987). 《Marduk. A. Philologisch. I. In Mesopotamien》. 《Reallexicon der Assyriologie》.
- Sommerfield, Walter (1982). 《Der Aufstieg Marduks: Die Stellung Marduks in der babylonischen Religion des zweiten Jahrtausends v. Chr》. Butzon & Bercker. ISBN 978-3766692733.
- Taracha, Piotr (2009년 4월 1일). 《Religions of Second Millennium Anatolia》. Harrassowitz. ISBN 978-3447058858.
- Tenney, Jonathan S. (2016). 《The Elevation of Marduk Revisited: Festivals and Sacrifices at Nippur during the High Kassite Period》. 《Journal of Cuneiform Studies》 68. 153–180쪽. doi:10.5615/jcunestud.68.2016.0153. ISSN 0022-0256. JSTOR 10.5615/jcunestud.68.2016.0153. S2CID 163355268.
- Wiggermann, Franz (1992). 《Mesopotamian Protective Spirits: The Ritual Texts》. 《Journal of the American Oriental Society》 116. ISSN 0003-0279.
- van der Spek, R.J. (2014). 《Cyrus the Great, Exiles, and Foreign Gods. A Comparison of Assyrian and Persian Policies on Subject Nations》. 《Extraction and Control: Studies in Honor of Matthew W. Stolper.》 (The Oriental Institute of the University of Chicago). 233–264쪽.